# Cupa României 2011-2012
La Cupa României 2011-2012 (Coppa di Romania) è stata la 74ª edizione della coppa nazionale rumeno. Il torneo è iniziato il 19 luglio 2011 ed è terminato il 23 maggio 2012. La squadra vincitrice è ammessa ai play-off della UEFA Europa League 2012-2013. La Dinamo Bucarest ha vinto il trofeo per la tredicesima volta.

## Primo turno
Le partite si sono giocate tra il 19 e il 23 luglio 2011. Al primo turno hanno partecipato 84 squadre: i 42 club vincitori dei gironi di Liga IV e le 42 squadre peggio classificate nella Liga III 2010-2011. Il Millenium Giarmata e il Ralbex Turcinești sono qualificate direttamente al secondo turno.
| Squadra 1                | Risultato         | Squadra 2                      |
| ------------------------ | ----------------- | ------------------------------ |
| Concordia Chiajna II     | 1 – 0             | Argeșul Mihailești             |
| Rapid Dumești            | 3 – 0             | Cetatea Suceava                |
| Minerul Iacobeni         | 0 – 0 (4 – 2 dcr) | Rapid CFR Suceava              |
| Roma                     | 0 – 1             | Luceafărul Mihai Eminescu      |
| Voința Ion Creangă       | 7 – 0             | Cetatea Târgu Neamț            |
| Gârceni                  | 1 – 0             | Aerostar Bacău                 |
| Vladimirescu 2003        | 3 – 0             | CFR Timișoara                  |
| Armata Aurul Brad        | 3 – 0             | Drobeta-Turnu Severin          |
| Moldoforest Moldova Nouă | 3 – 0             | Termo Drobeta-Turnu-Severin    |
| Recolta Danceu           | 3 – 1             | Triumf Bârca                   |
| Energia Craiova          | 3 – 0             | Petrolul Videle                |
| Flacăra Tâlpa            | 1 – 2             | Alexandria                     |
| Juventus Pișchia         | 1 – 2             | Nova Mama Mia Becicherecul Mic |
| Luceafărul II Oradea     | 2 – 0             | Gloria Arad                    |
| Europa Alba Iulia        | 3 – 0             | Zlatna                         |
| Gaz Metan Târgu Mureș    | 2 – 3             | Voința Livezile                |
| Curciu                   | 3 – 2             | Voința Sibiu II                |
| Zagon                    | 4 – 1             | Odorheiu Secuiesc              |
| Spicul Ardusat           | 2 – 7             | Gloria Bistrița II             |
| Leii Tritenii De Jos     | 1 – 5             | Unirea Florești                |
| Venus Maieriște          | 2 – 4             | Unirea Dej                     |
| Someșul Oar              | 6 – 0             | Bihorul Beiuș                  |
| Recolta Stoicănești      | 4 – 5             | Dunărea Turris Turnu Măgurele  |
| Damila Măciuca           | 1 – 1 (4 – 2 dcr) | Ghecon Lăpușata                |
| Rucăr                    | 0 – 1 (dts)       | Oltchim Râmnicu Vâlcea         |
| Lindab Ștefănești        | 1 – 3             | Plopeni                        |
| Național Golești         | 2 – 1             | Râmnicu Sărat                  |
| Gloria Ivești            | 3 – 6             | Focșani                        |
| Moinești                 | 3 – 0             | Willy Bacău                    |
| Viticultorul Breaza      | 3 – 1             | ABC St. Stoicescu              |
| Fortino Ianca            | 10 – 2            | Partizanul Merei               |
| Zmeii Ogrezeni           | 3 – 0             | Progresul Corabia              |
| Gloria Cornești          | 4 – 1             | Comprest GIM                   |
| Olimpia Sânpetru         | 4 – 2             | Albota                         |
| Prahova Tomșani          | 3 – 0             | Spicul Bucarest                |
| Venus Independența       | 0 – 3             | Inter Clinceni                 |
| Viitorul Axintele        | 0 – 1             | Viitorul Chirnogi              |
| Viteazul Sinoe           | 3 – 0             | Medgidia                       |
| Granitul Babadag         | 0 – 2             | Eforie                         |
| Metalul Vlăhița          | 0 – 4             | Gaz Metan Mediaș II            |

## Secondo turno
Gli incontri si sono disputati il 9 agosto 2011. Alle squadre vincitrici del turno precedente si sono aggiunte le rimanenti squadre della Liga III 2010-2011. Il F.C. Hunedoara e il Someșul Oar passano direttamente al turno successivo
| Squadra 1                      | Risultato   | Squadra 2                 |
| ------------------------------ | ----------- | ------------------------- |
| Unirea Dej                     | 3 – 0       | SeSo Câmpia Turzii        |
| Europa Alba Iulia              | 5 – 0       | Zalău                     |
| Unirea Florești                | 1 – 3       | Sănătatea Cluj-Napoca     |
| Olimpia Sânpetru               | 0 – 1       | Unirea Tărlungeni         |
| Voința Livezile                | 4 – 0       | Unirea Ungheni            |
| Zagon                          | 0 – 1       | ASC Bacău                 |
| Curciu                         | 2 – 9       | Gaz Metan Mediaș II       |
| Gloria Bistrița II             | 3 – 0       | Avântul Reghin            |
| Nova Mama Mia Becicherecul Mic | 2 – 1       | Recaș                     |
| Vladimirescu 2003              | 1 – 3       | Național Sebiș            |
| Armata Aurul Brad              | 0 – 4       | Cisnădie                  |
| Minerul Motru                  | 0 – 2       | CFR Simeria               |
| Viticultorul Breaza            | 2 – 1       | Panciu                    |
| Inter Clinceni                 | 3 – 2 (dts) | Filipeștii de Pădure      |
| Gloria Cornești                | 4 – 6       | Berceni                   |
| Viitorul Chirnogi              | 2 – 5 dcr   | Phoenix Ulmu              |
| Plopeni                        | 2 – 0       | Conpet Ploiești           |
| Recolta Dănceu                 | 1 – 3       | Prometeu Craiova          |
| Dunărea Turris Turnu Măgurele  | 2 – 1       | CS Balotești              |
| Eforie                         | 0 – 3       | Dunărea Călărași          |
| Alexandria                     | 4 – 3 dcr   | Atletic Bradu             |
| Damila Măciuca                 | 1 – 3       | Vișina Nouă               |
| Rapid Dumești                  | 6 – 0       | Luceafărul Mihai Eminescu |
| Focșani                        | 2 – 1       | Politehnica Galați        |
| Voința Ion Creangă             | 2 – 5       | Petrotub Roman            |
| Minerul Iacobeni               | 1 – 0       | Ceahlăul II               |
| Gârceni                        | 4 – 3 dcr   | CSM Pașcani               |
| Național Golești               | 1 – 6       | Oțelul Galați II          |
| Ralbex Turcinești              | 0 – 3       | Minerul Mătăsari          |
| Energia Craiova                | 0 – 1       | Caracal                   |
| Millenium Giarmata             | 5 – 4       | Autocatania Caransebeș    |
| Moldoforest Moldova Nouă       | 0 – 3       | Școlar Reșița             |
| Zmeii Ogrezeni                 | 1 – 5       | Rapid Bucarest II         |
| Prahova Tomșani                | 0 – 11      | Chimia Brazi              |
| Viteazul Sinoe                 | 0 – 4       | Unirea Slobozia           |
| Electrosid Titu                | 1 – 0 (dts) | SCM Brașov                |
| Buftea                         | 2 – 1       | Târgoviște                |
| Pandurii II Târgu Jiu          | 1 – 0       | Jiul Rovinari             |
| Viitorul Domnești              | 2 – 3       | Voluntari                 |
| Fortino Ianca                  | 3 – 0       | C.F. Brăila               |
| Concordia Chiajna II           | 3 – 0       | Steaua II Bucarest        |
| Unirea Sânnicolau Mare         | 0 – 3       | Timișoara II              |
| Moinești                       | 3 – 0       | Onești                    |
| C.S. Tunari                    | 3 – 0       | Juventus Bucarest         |
| Oltchim Râmnicu Vâlcea         | 3 – 0       | Piatra Olt                |
| Luceafărul II Oradea           | 3 – 0       | ACU Arad                  |

## Terzo turno
Gli incontri si sono disputati il 16 agosto 2011 e partecipano le 48 squadre qualificate dal turno precedente
| Squadra 1                      | Risultato   | Squadra 2             |
| ------------------------------ | ----------- | --------------------- |
| Someșul Oar                    | 1 – 2       | Sănătatea Cluj-Napoca |
| Luceafărul II Oradea           | 0 – 2       | Unirea Dej            |
| Național Sebiș                 | 2 – 0       | FC Hunedoara          |
| Europa Alba Iulia              | 2 – 0       | Cisnădie              |
| Minerul Iacobeni               | 0 – 2       | Gloria Bistrița II    |
| Voința Livezile                | 1 – 0       | Gaz Metan Mediaș II   |
| Plopeni                        | 3 – 1       | Unirea Tărlungeni     |
| Nova Mama Mia Becicherecul Mic | 0 – 2       | Școlar Reșița         |
| Millenium Giarmata             | 4 – 5 (dts) | Timișoara II          |
| Pandurii II Târgu Jiu          | 1 – 0       | CFR Simeria           |
| Minerul Mătăsari               | 2 – 1       | Prometeu Craiova      |
| Electrosid Titu                | 0 – 1       | Chimia Brazi          |
| Oltchim Râmnicu Vâlcea         | 1 – 0       | Caracal               |
| Alexandria                     | 3 – 5 dcr   | Vișina Nouă           |
| Rapid Dumești                  | 0 – 2       | Petrotub Roman        |
| Moinești                       | 0 – 7       | A.S.C. Bacău          |
| Gârceni                        | 0 – 6       | Oțelul Galați II      |
| Viticultorul Breaza            | 2 – 0       | Focșani               |
| Fortino Ianca                  | 0 – 3       | Unirea Slobozia       |
| Phoenix Ulmu                   | 3 – 2       | Berceni               |
| Voluntari                      | 0 – 3       | Dunărea Călărași      |
| Dunărea Turris Turnu Măgurele  | 2 – 1       | Rapid Bucarest II     |
| Concordia Chiajna II           | 0 – 2       | Buftea                |
| Inter Clinceni                 | 1 – 3 (dts) | CS Tunari             |

## Quarto turno
Gli incontri si sono disputati il 23 agosto 2011. Alle 24 squadre qualificate dal turno precedente si sono aggiunte le 32 squadre della Liga II.
| Squadra 1                     | Risultato   | Squadra 2                       |
| ----------------------------- | ----------- | ------------------------------- |
| Europa Alba Iulia             | 1 – 2       | Arieșul Turda                   |
| Sănătatea Cluj-Napoca         | 1 – 0       | Bihor Oradea                    |
| Unirea Dej                    | 0 – 3       | Luceafărul Oradea               |
| Voința Livezile               | 3 – 2       | Gloria Bistrița                 |
| Gloria Bistrița II            | 2 – 5       | Maramureș Universitar Baia Mare |
| Național Sebiș                | 2 – 0       | Unirea Alba Iulia               |
| Timișoara II                  | 1 – 4 dcr   | UTA Arad                        |
| Școlar Reșița                 | 3 – 4 dcr   | Timișoara                       |
| Pandurii II Târgu Jiu         | 6 – 0       | Mureșul Deva                    |
| Petrotub Roman                | 1 – 0       | Botoșani                        |
| ASC Bacău                     | 2 – 0       | Municipal Studențesc Iași       |
| Oțelul Galați II              | 1 – 2       | Dunărea Galați                  |
| Viticultorul Breaza           | 2 – 4       | Bacău                           |
| Brăila                        | 3 – 1       | Delta Tulcea                    |
| Callatis Mangalia             | 5 – 4 dcr   | Farul Constanța                 |
| Dunărea Călărași              | 0 – 3       | Săgeata Năvodari                |
| Phoenix Ulmu                  | 0 – 2       | Viitorul Constanța              |
| Snagov                        | 0 – 3       | Otopeni                         |
| Tunari                        | 1 – 4       | Astra II Giurgiu                |
| Victoria Brănești             | 2 – 3       | Gloria Buzău                    |
| Unirea Slobozia               | 0 – 2       | Juventus Bucarest               |
| Dunărea Turris Turnu Măgurele | 1 – 2       | ALRO Slatina                    |
| Vișina Nouă                   | 1 – 0 (dts) | Olt                             |
| Minerul Mătăsari              | 3 – 4 (dts) | Gaz Metan Severin               |
| Oltchim Râmnicu Vâlcea        | 1 – 0       | CSM Râmnicu Vâlcea              |
| Chimia Brazi                  | 1 – 2       | Argeș Pitești                   |
| Plopeni                       | 1 – 4       | Chindia Târgoviște              |
| Buftea                        | 2 – 3       | Dinamo Bucarest II              |

## Quinto turno
L'ultimo dei turni preliminari si è giocato il 6 e il 7 settembre. Le 14 vincitrici affronteranno nei sedicesimi di finale le squadre di Liga I.
| Squadra 1              | Risultato   | Squadra 2                       |
| ---------------------- | ----------- | ------------------------------- |
| Sănătatea Cluj-Napoca  | 5 – 1       | Arieșul Turda                   |
| Voința Livezile        | 3 – 2 (dts) | Maramureș Universitar Baia Mare |
| Luceafărul Oradea      | 4 – 2 (dts) | UTA Arad                        |
| Național Sebiș         | 1 – 2       | Timișoara                       |
| Pandurii II Târgu Jiu  | 2 – 3       | Gaz Metan Severin               |
| Petrotub Roman         | 1 – 2       | Bacău                           |
| ASC Bacău              | 1 – 2       | Dunărea Galați                  |
| Callatis Mangalia      | 2 – 3 (dts) | Viitorul Constanța              |
| Brăila                 | 2 – 0       | Săgeata Năvodari                |
| Gloria Buzău           | 1 – 2 (dts) | Otopeni                         |
| Chindia Târgoviște     | 0 – 1       | Astra II Giurgiu                |
| Vișina Nouă            | 1 – 0       | ALRO Slatina                    |
| Juventus Bucarest      | 4 – 1       | Dinamo Bucarest II              |
| Oltchim Râmnicu Vâlcea | 3 – 1       | Argeș Pitești                   |

## Sedicesimi di finale
Gli incontri si sono disputati tra il 20 e il 22 settembre 2011.
| Squadra 1           | Risultato         | Squadra 2              |
| ------------------- | ----------------- | ---------------------- |
| Gaz Metan Severin   | 2 – 2 (4 – 1 dcr) | Dacia Mioveni          |
| Brașov              | 2 – 0 (dts)       | Bacău                  |
| Petrolul Ploiești   | 4 – 1             | Concordia Chiajna      |
| Oțelul Galați       | 3 – 1             | Oltchim Râmnicu Vâlcea |
| Dacia Unirea Brăila | 0 – 1             | Gaz Metan Mediaș       |
| Voința Sibiu        | 0 – 0 (3 – 4 dcr) | Otopeni                |
| Dunărea Galați      | 1 – 0             | Sportul Studențesc     |
| Pandurii            | 5 – 0             | Vișina Nouă            |
| Astra Giurgiu       | 1 – 0 (dts)       | U Cluj                 |
| Timișoara           | 2 – 0             | Ceahlăul]              |
| Rapid Bucarest      | 4 – 1             | Juventus București     |
| Astra Ploiești      | 1 – 0             | CFR Cluj               |
| Târgu Mureș         | 1 – 0             | Viitorul Constanța     |
| Vaslui              | 8 – 0             | Voința Livezile        |
| Steaua Bucarest     | 4 – 0             | Sănătatea Cluj-Napoca  |
| Dinamo Bucarest     | 1 – 0             | Luceafărul Oradea      |

## Ottavi di finale
Le partite si sono giocate tra il 25 e il 27 ottobre 2011.
| Squadra 1        | Risultato         | Squadra 2         |
| ---------------- | ----------------- | ----------------- |
| Gaz Metan Mediaș | 1 – 0             | Astra Giurgiu     |
| Oțelul Galați    | 2 – 1             | Târgu Mureș       |
| Pandurii         | 0 – 0 (3 – 2 dcr) | Brașov            |
| Dinamo Bucarest  | 5 – 0             | Gaz Metan Severin |
| Vaslui           | 4 – 1             | Dunărea Galați    |
| Astra Ploiești   | 0 – 1             | Petrolul Ploiești |
| Rapid Bucarest   | 5 – 0             | Otopeni           |
| Timișoara        | 2 – 0             | Steaua Bucarest   |

## Quarti di finale
Le partite si sono giocate tra il 7 dicembre 2011 e il 15 marzo 2012.
| Squadra 1       | Risultato | Squadra 2         |
| --------------- | --------- | ----------------- |
| Timișoara       | 0 – 1     | Gaz Metan Mediaș  |
| Dinamo Bucarest | 2 – 1     | Petrolul Ploiești |
| Rapid Bucarest  | 2 – 0     | Pandurii          |
| Oțelul Galați   | 2 – 3     | Vaslui            |

## Semifinali
Le partite di andata si sono giocate il 28 e il 29 marzo 2011, quelle di ritorno l'11 e il 12 aprile 2012.
| Squadra 1       | Totale      | Squadra 2        | Andata | Ritorno |
| --------------- | ----------- | ---------------- | ------ | ------- |
| Dinamo Bucarest | 2 – 2 (gfc) | Gaz Metan Mediaș | 1 – 0  | 1 – 2   |
| Vaslui          | 2 – 4       | Rapid Bucarest   | 0 – 1  | 2 – 3   |

## Finale
| Arbitro: | Daniele Orsato |

|                 |           |  |
| Scarlatache 58’ | Marcatori |  |